# وليم بدول
وليم بِدْوِلْ (968 - 1041 هـ / 1561 - 1632 م) هو مستشرق إنكليزي.
ينعته الإنكليز بأبي الدراسات العربية. كان يقول عن اللغة العربية: «إنها لغة الدين الفريدة، وإنها أعظم لغة للسياسة، من الجزائر السعيدة إلى بحر الصين.»
هو أول من نقل معاني القرآن إلى اللغة الإنكليزية. من بين مؤلفاته: «نصوص عربية» و «معجم» للمفردات العربية المستعملة في اللغات الغربية من العصر البيزنطي إلى أيامه.